# Percy Hunt

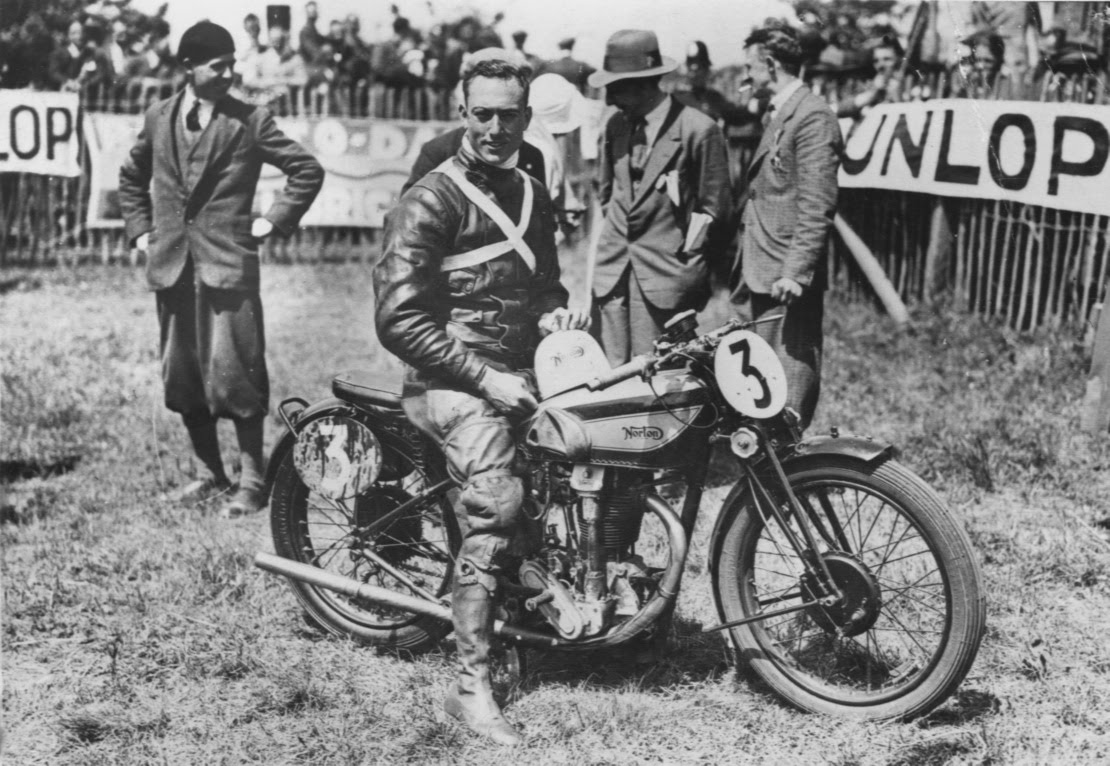
Hunt bei der Isle of Man TT 1931

Percy „Tim“ Hunt (* 1908 in Manchester oder Heywood; † nach 1937) war ein britischer Motorradrennfahrer.
Tim Hunts größte Fähigkeit lag in einer natürlichen Fahrbegabung. Trotz einer im Vergleich zu anderen Fahrern eher geringen Erfahrung mit Motorradtechnik hatte er nur selten mit technischen Problemen zu kämpfen.

## Karriere
Hunt kam 1908 zur Welt und wurde auf den Namen Percy getauft, bekam aber schnell den Spitznamen Tim nach der Comicfigur Tiger Tim. Seine Eltern waren vermögend und seine Mutter förderte seine Karriere mit Begeisterung finanziell.

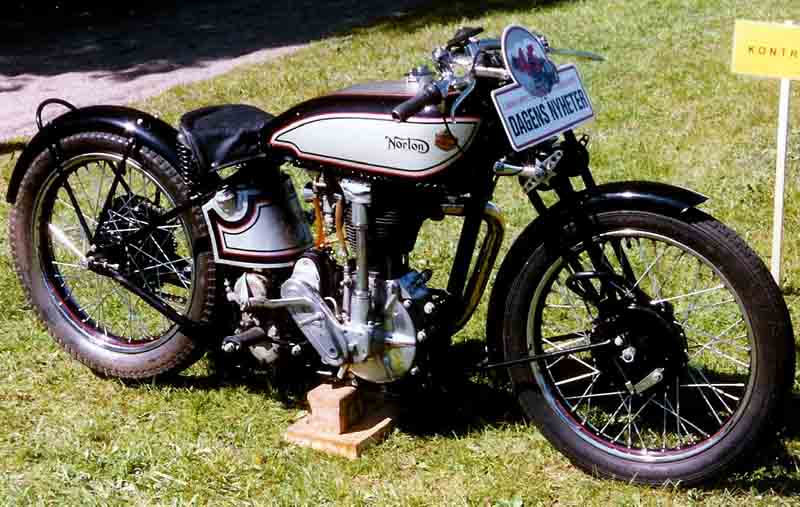
Norton-CS1-Rennmaschine von 1931

Tim Hunt errang seinen ersten größeren Sieg auf der Straße 1927 auf Norton beim Senior-Rennen der Amateur TT auf der Isle of Man. Im Jahr 1928 siegte er auf einer neuen Norton CS1 bei dem Rennen erneut und brach dabei den bestehenden Rundenrekord von Stanley Woods. Außerdem war er in diesem Jahr auf seiner CS1 auch beim Scottish Six Day’s Trial siegreich. Bei der im Oktober 1929 in spanischen L’Ametlla del Vallès, etwa 30 Kilometer nördlich von Barcelona, ausgetragenen Motorrad-Europameisterschaft 1929 gewann Hunt auf Rudge den EM-Titel in der 500er-Klasse. Er setzte sich im Halbliterlauf gegen seine Landsleute Graham Walker (ebenfalls Rudge) und Charlie Dodson (Sunbeam) durch.
Aufgrund dieser Erfolge wurde Hunt von Norton als Werksfahrer verpflichtet. Im Jahr 1931 wurde er der erste Fahrer in der Geschichte der Isle of Man TT, der in einem Jahr sowohl Junior- als auch Senior-Rennen gewann. In beiden Rennen setzte er sich gegen seinen schottischen Teamkollegen Jimmie Guthrie durch. Im Junior-Lauf gelang Hunt die schnellste Rennrunde. Im Senior-Rennen war es Teamkollege Jimmie Simpson, der mit der ersten 80-mph-Runde der TT-Geschichte die schnellste Runde drehte. Jedoch erreichte Simpson nicht das Ziel. Wenige Wochen später gewann Hunt beim 12ème Grand Prix de l’UMF in Montlhéry den Halbliterlauf vor dem Australier Arthur Simcock (OK-Supreme) sowie seinem Teamkollegen Jimmie Guthrie und sicherte sich so seinen zweiten EM-Titel in dieser Hubraumklasse.
Bei den Rennen auf dem europäischen Kontinent fuhren Hunt und Woods gewöhnlich die 500-cm³-Maschinen, während Guthrie und Simpson die 350er pilotierten. Norton war zu dieser Zeit in beiden Kategorien äußerst dominierend. Hunt siegte 1931 noch beim Halbliterlauf der Dutch TT sowie beim 350er-Rennen des Großen Preises der Schweiz. 1932 gewann er erneut das 500-cm³-Rennen auf dem Circuit van Drenthe in Assen.
In der Rennsaison 1933 ging das Norton-Team in unveränderter Besetzung an den Start. Wiederum wurden die Siege unter Hunt und Woods aufgeteilt. Percy Hunt siegte beim 350er-Rennen in der Schweiz sowie bei den Halbliterläufen um den Grand Prix de l’UMF sowie in Belgien.
Für den Ulster Grand Prix der Saison 1933 sah die Stallorder des Norton-Teams vor, dass Hunt das 500er-Rennen gewinnen sollte. Der Ire Stanley Woods, dessen Heimrennen der Ulster Grand Prix war, war darüber verärgert. Er ignorierte die Teamorder und setzte sich im Rennen früh in Führung. Hunt holte ihn ein und die beiden lieferten sich über mehrere Runden ein Rad-an-Rad-Duell. Schließlich musste Hunt wegen eines defekten Lenkungsdämpfers aufgeben und Woods gewann das Rennen mit großem Vorsprung.
Aus Irland reiste das Norton-Team nach Saxtorp, wo am 3. September der schwedische Grand Prix, bei dem in diesem Jahr die Europameisterschaft ausgefahren wurde, stattfand. Die Veranstaltung wurde für Hunt zum Desaster. Als schärfste Rivalen in der 500-cm³-Klasse erwartete man die schwedischen Husqvarnas mit den Werksfahrern Ragnar Sunnqvist und Gunnar Kalén. Vom Start an setzten sich Woods und Hunt ab. Beim Nachtanken wurden sie von Sunnqvist überholt. Danach lieferten sich Woods, Hunt und Sunnqvist einen Windschattenkampf auf der Start-Ziel-Geraden. Als dort der zu überrundende Einheimische Eric Lundberg wegen eines technischen Defekts auf einmal sein Tempo stark verlangsamte, konnten Woods und Sunnqvist mit Glück ausweichen. Hunt, der mit seinem Oberkörper flach auf dem Tank lag, sah den Fahrer zu spät und fuhr auf ihn auf. Lundberg wurde in die Luft geschleudert, kam mit dem Kopf voran auf dem Asphalt auf und starb auf dem Weg ins Krankenhaus von Landskrona. Hunt zog sich unter anderem einen Oberschenkelbruch und einen Hüftschaden zu. Die ersten drei Monate verbrachte er im Krankenhaus in Schweden. Danach wurde er per Flugzeug nach England verbracht. In den ersten fünf Jahren nach dem Unglück musste Hunt immer wieder operiert werden. Als Unfallfolge blieb das verletzte Bein dauerhaft verkürzt.
Percy Hunt bestritt nach dem Unfall beim Großen Preis von Schweden 1933 nie wieder ein Rennen. Zeitgenossen bescheinigten ihm, dass er, wenn er die Rennaktivitäten ernsthafter verfolgt hätte, einer der besten Fahrer seine Epoche hätte werden können. Mehr als zwei Jahrzehnte nach Hunts schwerem Unfall gab Nortons langjähriger Rennleiter Joe Craig an, in seiner Laufbahn nur zwei Fahrer mit einer natürlichen Rennfahrerbegabung betreut zu haben – Tim Hunt und den sechsfachen Weltmeister Geoff Duke in den 1950en.

## Statistik

### Erfolge
- 1929 – 500-cm³-Europameister auf Norton
- 1931 – 500-cm³-Europameister auf Norton

### Isle-of-Man-TT-Siege
| Jahr | Klasse           | Maschine | Durchschnittsgeschwindigkeit |
| ---- | ---------------- | -------- | ---------------------------- |
| 1931 | Junior (350 cm³) | Norton   | 73,94 mph (118,99 km/h)      |
| 1931 | Senior (500 cm³) | Norton   | 77,90 mph (125,37 km/h)      |

### North-West-200-Siege
| Jahr | Klasse  | Maschine | Durchschnittsgeschwindigkeit |
| ---- | ------- | -------- | ---------------------------- |
| 1930 | 350 cm³ | Norton   | 66,37 mph (106,81 km/h)      |
| 1933 | 350 cm³ | Norton   | 71,04 mph (114,33 km/h)      |
| 1933 | 500 cm³ | Norton   | 73,62 mph (118,48 km/h)      |

### Weitere Siege
(gefärbter Hintergrund = Europameisterschaftslauf)
| Jahr | Klasse  | Maschine | Rennen                         | Strecke              |
| ---- | ------- | -------- | ------------------------------ | -------------------- |
| 1927 | 500 cm³ | Norton   | Amateur TT                     | Mountain Course      |
| 1928 | 500 cm³ | Norton   | Amateur TT                     | Mountain Course      |
| 1929 | 500 cm³ | Norton   | VI. Großer Preis der F.I.C.M.  | L’Ametlla del Vallès |
| 1931 | 500 cm³ | Norton   | 12ème Grand Prix de l’UMF      | Montlhéry            |
| 1931 | 500 cm³ | Norton   | VII. Dutch TT                  | Circuit van Drenthe  |
| 1931 | 350 cm³ | Norton   | VIII. Großer Preis der Schweiz | Bremgarten           |
| 1932 | 500 cm³ | Norton   | VIII. Dutch TT                 | Circuit van Drenthe  |
| 1933 | 350 cm³ | Norton   | X. Großer Preis der Schweiz    | Bremgarten           |
| 1933 | 500 cm³ | Norton   | 14ème Grand Prix de l’UMF      | Dieppe               |
| 1933 | 500 cm³ | Norton   | XIII. Großer Preis von Belgien | Spa-Francorchamps    |

## Verweise